# Kur (Tulkarem)
Kur (àrab: كور, Kūr) és una vila palestina de la governació de Tulkarem, a Cisjordània, 19 kilòmetres al sud-est de Tulkarem. Segons l'Oficina Central Palestina d'Estadístiques tenia 307 habitants el 2016. En 1997 el 7.9 % de la població de Kur eren refugiats. Les instal·lacions sanitàries per Kur són a Kafr Abbush on són designades com a MOH nivell 2.

## Història
S'hi ha trobat ceràmica d`època romana d'Orient.

### Època otomana
El poble va ser incorporat a l'Imperi Otomà amb la resta de Palestina en 1517. En 1596, en els registres d'impostos otomans van aparèixer sota el nom d'Abbus, situada a la nàhiya de Bani Sa'b, al sanjak de Nablus. Tenia una població de 32 llars i 6 solters, tots musulmans. Pagaven un impost fix del 33.3% en productes agrícoles, incloent blat, ordi, cultius d'estiu, oliveres, cabres i ruscs, a més d'ingressos ocasionals i una premsa per a oli d'oliva o xarop de raïm; un total de 13.166 akçe.
En 1882 el Survey of Western Palestine (SWP) del Fons per a l'Exploració de Palestina la va descriure com "un poble de pedra en una posició forta en una cresta, amb un pendent pronunciat a l'est. Té una grandària moderada, ben construïda de pedra i subministrada per cisterna. Hi ha la traçada d'una antiga carretera a prop. És el "Kursi", o seu d'una famosa família nativa (Beit Jiyusi). És, potser, digne d'advertir que el nom s'assembla a la Corea de Flavi Josep, a prop del qual hi havia una fortalesa anomenada Alexandrium. Al voltant d'una milla al nord de Kur és Khurbet Iskander (Ruïna d'Alexandre); La posició, però, no sembla estar d'acord amb la relació de Josep." També van assenyalar: "Una torre de vigilància arruïnada, com la que es descriu a Azzun, es troba al nord-est d'aquest lloc."

### Època del Mandat Britànic
Segons el cens organitzat en 1922 per les autoritats del Mandat Britànic, Kur tenia 301 musulmans, que van caure en el cens de Palestina de 1931 a 280 persones, totes musulmanes, vivint en 58 cases.
En 1945 la població de Kur era de 280 musulmans, amb 8.514 dúnams de terra segons un cens oficial de terra i població. D'aquests, 253 dúnams eren plantacions i terra de rec, 1.677 eren usats per a cereals, mentre que 117 dúnams eren sòl edificat.

### Després de 1948
Després de la de la Guerra araboisraeliana de 1948, i després dels acords d'Armistici de 1949, Kur va restar en mans de Jordània. Després de la Guerra dels Sis Dies el 1967, ha estat sota ocupació israeliana.